# Sztereó hangzás

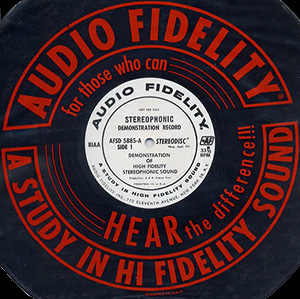
Az Audio Fidelity Records második sztereó próbalemezének címkéje és borítója, 1958 körül

A sztereó (vagy sztereofon) hangzás egy kétcsatornás, térhatású hangrendszer. A sztereó hangfelvételeket két külön csatornán rögzítik és lejátszáskor a két jel szintén elkülönítve, két külön hangforrásból (két hangszóró, vagy fejhallgató bal és jobb oldala) szólal meg, térhatást keltve a hallgatóban. Az 1960-as évektől kezdődően a hangrögzítésben, a rádió- és televízióadások közvetítésében, illetve a zenelejátszásban a sztereó hangzás vált a legelterjedtebbé. (Az álsztereó az a megoldás, amikor monó hangzás hallható két külön hangszóróból. Ez esetben viszont mind a két hangszóróból ugyanaz hallható és nincs valódi sztereó térhatás.)
A sztereó rendszerek kifejlesztését az tette lehetővé, hogy az emberi hallásra jellemző, hogy a különféle forrásokból érkező hangok irányát a jobb és bal fülbe érkezésének időkülönbsége alapján automatikusan képes megkülönböztetni. Ez az időkülönbség hangrögzítésnél illetve továbbításnál is két külön csatorna használatával megőrizhető, és két külön hangszórón kisugározva reprodukálható.
Megjegyzendő, hogy a sztereó hatás a fentiek figyelembe vételével manipulálható, és főleg zenei felvételeknél és játékfilmek hanganyagának elkészítése során manipulálják is. Azaz külön-külön monóban különböző sávokra felvett anyagokból utólag keveréssel és sztereó hangerőszabályozással hozzák létre a művészileg legmegfelelőbb sztereó hanghatást.

## Története
Az 1870-es évek második felében Thomas Alva Edison megalkotta az első hangrögzítő eszközt, a fonográfot, míg Alexander Graham Bell feltalálta a hang továbbítását lehetővé tévő telefont. Mindkét rendszer egydimenziós (monaural, ismertebb nevén monó) hang megszólaltatására volt alkalmas. Az első sztereó közvetítés 1884-ben a párizsi Operaházból történt, ahol az előadást két mikrofon vette, melyek telefonvonalon keresztül kapcsolódtak két kihangosított telefonhoz egy másik épületben, így az ott jelenlévő hallgatóság valódi kétcsatornás hangzást élvezhetett. 1888-ban Emile Berliner feltalálta a gramofont, ami a fonográffal ellentétben már nem hengerre, hanem lemezre rögzítette a hangot, de továbbra is monó hangzásra volt csak képes.
A fonográfnál alkalmazott vertikális hangsávok és a hanglemezek laterális hangsávjainak ötvözésével 1931-ben az angol Alan Dower Blumlein szabadalmaztatott először sztereó hangzású hanglemezek előállítására képes rendszert. Blumlein megoldásánál két párhuzamos barázdát vágtak a lemezbe, egyet-egyet a két hangsávnak, melyek egyidejű lejátszásához két külön hangszedőre volt szükség. Blumleinnel párhuzamosan az amerikai Arthur C. Keller is kikísérletezte a sztereó hangrögzítés egy módját, amelyre 1938-ban nyújtott be szabadalmat az Amerikai Egyesült Államokban. Keller a lemezbe vájt egyetlen V alakú barázda két oldalfalára rögzítette a különböző hangsávokat. Sajnos mindkét szabadalom esetén a lejátszásra alkalmas eszköz viszonylag drága volt, így a technológia otthoni használatára és elterjedésére nem volt esély.
Az új technológia a nagyközönség számára először 1940-ben került bemutatásra a Fantasia című Walt Disney-film révén, amelynek hangja sztereóban szólalt meg. A filmszínházakban azonban akkor még nem tudott meghonosodni a sztereó hangzás, itt is túl költségesnek bizonyult a hozzá szükséges felszerelés. Az 1940-es évek végén a szalagos magnók megjelenésével nyílt új esély a sztereó rendszerek elterjedésére. A mágnesszalagra ugyanis könnyen tudtak több csatornát rögzíteni egymás mellé. Az 1950-es évek elején néhány gyártó már otthoni zenehallgatásra is kínált szalagos sztereó magnókat és felvételeket, de ezek árban nem tudtak versenyezni az elterjedtebb, és a vinyl megjelenésével egyre olcsóbbá váló hanglemezekkel.
Keller 1938-ban szabadalmaztatott sztereó hangrögzítési megoldása húsz évvel később, 1958-tól vált elérhetővé az otthoni zenehallgatáshoz. Több hanglemezgyártó és elektronikai vállalat együtt élesztette fel a technológiát, és beindult a sorozatgyártás. Megjelentek a sztereó hangzású mikrobarázdás hanglemezek, valamint az ezek lejátszására alkalmas lemezjátszók a szükséges erősítőkkel és hangfalakkal. Az 1960-as évek végéig a legtöbb hanglemez monó és sztereó változatban is megjelent, mivel a monó lemezjátszók nem voltak képesek a sztereó lemezek lejátszására. A sztereó készülékek gyors elterjedésének köszönhetően az 1970-es évektől kezdődően a monó hanglemezek gyártását beszüntették. (Hazai lemezek még 1976-ból is akadnak egycsatornásak.) Körülbelül ezzel egy időben jelentek meg az orsós magnetofonok után a sztereó kazettás magnetofonok is az otthonokban.
Az 1960-as évektől kezdve a rádiózásban is teret nyert a valódi sztereó hangzás. (Jóval korábban is kísérleteztek sztereó rádióadások sugárzásával de leginkább érdekességként, bemutató jelleggel. Alkalmas sztereo vevőkészülékek híján ezek hallgatásához két külön rádiókészülékre volt szükség, két különböző állomásra hangolva, amelyeken külön adták a jobb és a bal csatorna jelét.) Magyarországon hivatalosan 1960-ban indult kísérleti sztereó műsorsugárzás a 67,4 MHz-es frekvencián Ultrarövidhullámú Rádió néven. Ez 1973-ban vált rendszeressé 3. műsor néven, majd 1987-ben a csatornát Bartókról nevezték el.
A sztereó hangzás elterjedése nagy hatással volt a hangfelvételeket készítő hangmérnökökre és előadókra. A stúdiótechnika fejlődésével a zenei felvételeket egyre több sávon rögzítették, és a keverés során a sztereó adta lehetőségeket megpróbálták maximálisan kihasználni. Például a sztereó egyik csatornáján szól az énekes hangja, a másik csatornán a szólógitár, míg a ritmushangszerek mindkét irányból. A sztereó hangzás kiaknázására jó példa a Queen együttes 1975-ös The Prophet’s Song című dala, ahol a többszólamú vokál hol a bal, hol a jobb csatornában erősödik fel, hullámzó, visszhangzó hatást keltve.
A sztereó hangzás elterjedése olyan többcsatornás hangrendszerek kifejlesztését is segítette, mint a kvadrofon hangzás.